# Narine Abgarjan

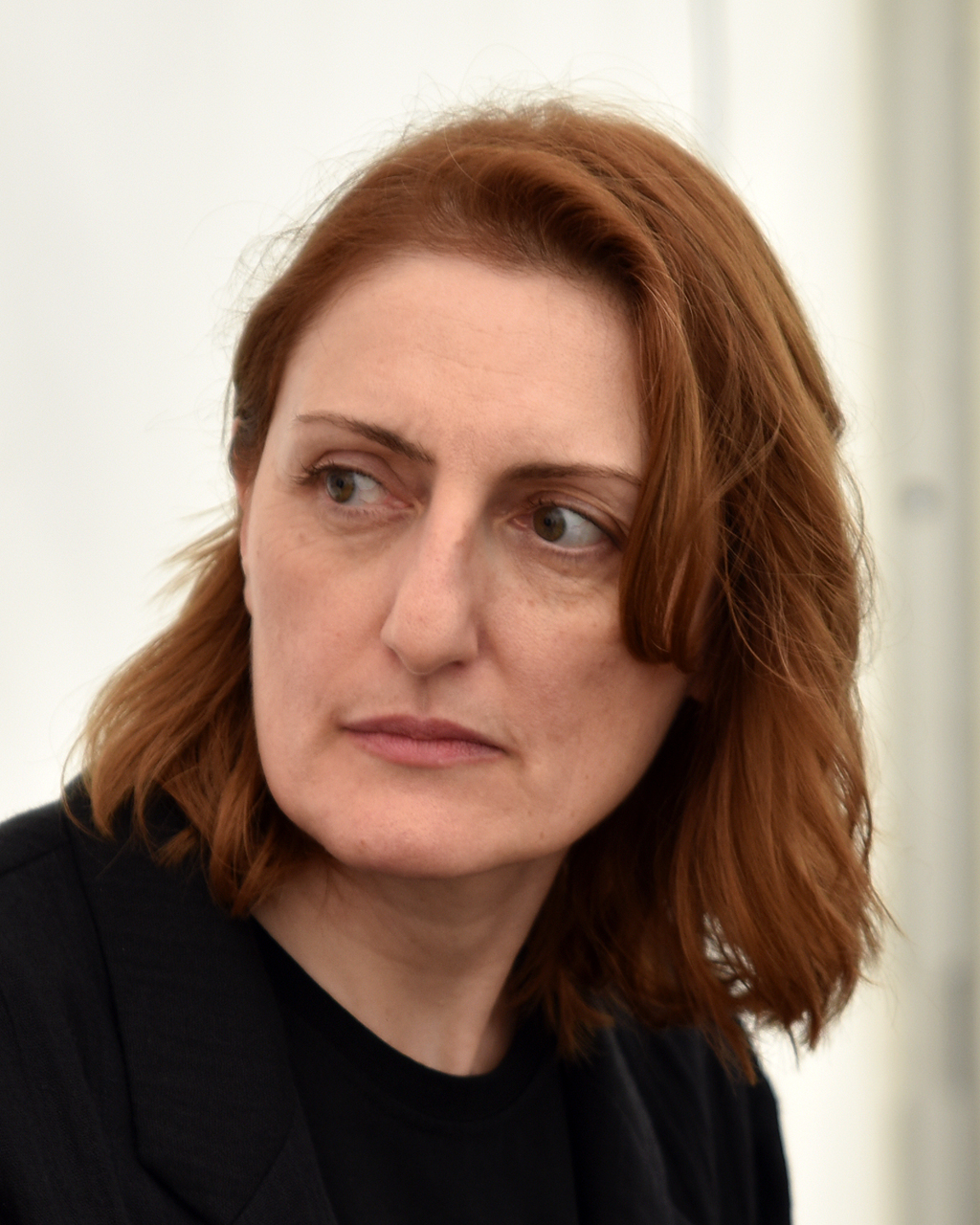
Narine Abgarjan (2024)

Narine Abgarjan (armenisch Նարինե Աբգարյան, russisch Наринэ Абгарян; * 14. Januar 1971 in Berd, Armenische SSR) ist eine armenisch-russische Schriftstellerin und Bloggerin. The Guardian hat sie 2020 eine der hervorragendsten Autorinnen Europas genannt.

## Leben
Abgarjan absolvierte in Armenien die Linguistische Universität „Waleri Brjussow“. Seit 1993 lebt sie in Moskau. Durch den Roman Manjunja wurde Abgarjan in Russland bekannt. 2010 erhielt ihr Roman den Literaturpreis „Manuskript des Jahres“.

## Publikationen
- Manjunja (Манюня). Roman (2010).
- Манюня пишет фантастичЫскЫй роман (Manjunja schreibt einen Fantasie-Roman). Roman, 2011.
- Понаехавшая; Roman, 2012.
- Манюня, юбилей Ба и прочие треволнения (Manjunja, Jubiläum von Ba und andere Aufruhre), Roman, 2012.
- Семён Андреич. Летопись в каракулях (Semjon Andrejitsch. Eine Chronik mit Kritzeln). Geschichte, 2012.
- Люди, которые всегда со мной, Roman, 2014.
- С неба упали три яблока, Roman, 2015.
- Счастье Муры, Powest, 2015
- Зулали, Erzählungen, 2016
- Дальше жить, Erzählungen, 2018